# Хензел унд Гретел
„Хензел унд Гретел“ е американска електро-индъстриъл метъл група.
Сформирана е от членовете Кайзер фон Луупи и Вас Калас. Групата е създадена през 1993 г., след като фон Луупи и Калас установяват, че споделят еднакви виждания за бъдещето, което ще се фокусира изцяло на развитието на машините, които ще управляват Земята. Hanzel und Gretyl често погрешно се смята за германска група, както заради нейното име, така и заради много техни песни, в които се пее на немски език. Реално групата е базирана в Ню Йорк, откъдето са и двамата ѝ членове.

## История
През 1994 групата записва демото „Kindermuzik“, след чието излизане подписват договор с Energy Records, малка звукозаписна компания от Ню Йорк. На следващата година записват и издават дебютният си студиен албум „Ausgeflippt“. През 1997 на музикалния пазар излиза вторият им албум „Transmissions From Uranus“, чрез който биват забелязани от критици и фенове.
През 1998 Energy Records прекратяват дейност и въпреки това Hanzel und Gretyl продължават да промоцират албумите си. Едва през 2002 година групата подписва договор с една от най-значителните звукозаписни компании за индъстриъл/алтернативна електроника музика Metropolis. Щом парафират договора фон Луупи и Калас моментално започват работа по дългоочаквания трети албум „Über Alles“, който излиза през 2003. Издаването на албума е последвано от турне, което продължава няколко месеца. Веднага след приключването на концертната си обиколка групата се завръща в студиото, за да започне работа по нов материал.
Септември 2004 официално излиза четвъртият студиен албум „Scheissmessiah!“, а четири години по-късно издават и „2012: Zwanzig Zwölf“, който се базира на мотива за теорията на маите, че краят на света ще настане през 2012 година.
Hanzel und Gretyl освен собствени концерти са имали и съвместни участия, дори и турнета с такива групи като Слипнот, Мерилин Менсън, Ministry, My Life with the Thrill Kill Kult, Methodical, Bella Morte, Рамщайн и Крейдъл Ъф Филт.
Първите два албума на групата са като цяло техно-индъстриъл ориентирани, рядко фокусиращи върху китарите и барабаните. Следващите им три издания залагат по-скоро на индъстриъл метъл звученето и затова са се преориентирали към повече истински инструменти, свирени от фон Луупи и осезаема промяна във вокалните изпълнения на Калас. Друго отличително за първите им два албума е комбинацията от английски и немски с превес на английския, като в „Transmissions From Uranus“, няма нито една песен на немски език. За сметка на това всички други техни албуми включват немския във всички песни на групата, независимо дали ще бъде самостоятелно използван или в комбинация с друг.
Най-противоречивото около Hanzel und Gretyl са техните постоянни препратки към нацизма, независимо дали чрез текстовете на песните, външният им вид или сценичното им държане. Заглавия на песни от сорта на „SS Deathstar Supergalactik“ или „Third Reich From the Sun“ са предизвикали значителен негативен отзив спрямо имиджа на групата, въпреки че според мнозина всичко това е опит за пародизиране на цялата нацистка идеология. Самите фон Луупи и Калас лаконично коментират такива критики.

## Дискография
- Kindermuzik, независимо издание, 1994
- Ausgeflippt, Energy Records, 1995
- Shine 2001, Energy Records, 1995 – сингъл
- Transmissions From Uranus, Energy Records, 1997
- Take Me to Your Leader MCD, Energy Records, 1997 – максисингъл
- Über Alles, Metropolis Records, 2003
- Scheissmessiah!, Metropolis Records, 2004
- Oktötenfest 2006, Metropolis Records, 2006
- 2012: Zwanzig Zwölf, Metropolis Records, 2008